# 梅里库尔
梅里库尔（法語：Méricourt，法語發音：[meʁikuʁ]）是法国上法蘭西大區加来海峡省的一个市镇，属于朗斯区。

## 地理
梅里库尔（50°24'8"N, 2°51'57"E）面积7.53 平方千米，位于法国上法蘭西大區加来海峡省，该省份为法国北部沿海省份，西北濒北海，南至索姆省，东临北部省。
与梅里库尔接壤的市镇（或旧市镇、城区）包括：萨洛米讷、阿什维尔、阿尔勒昂戈埃勒、阿维翁、比利蒙蒂尼、富基耶尔莱朗斯、鲁夫鲁瓦、维米。
梅里库尔的时区为UTC+01:00、UTC+02:00（夏令时）。

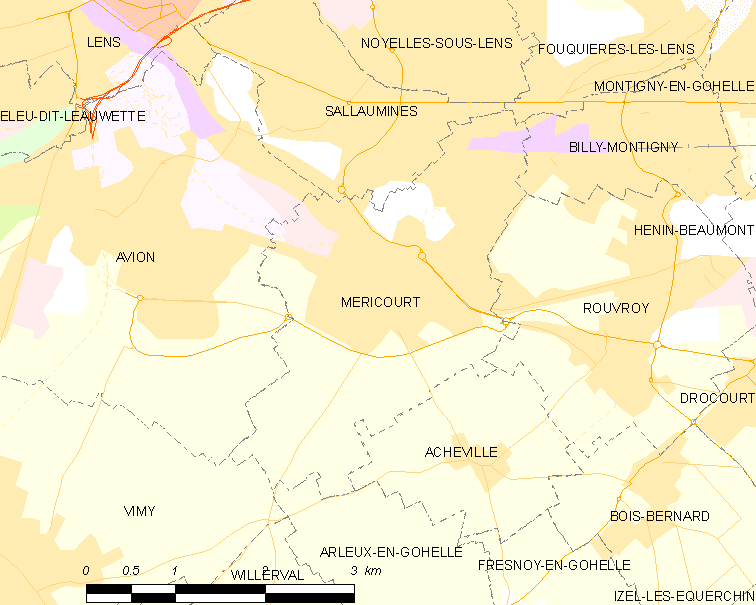
梅里库尔的OSM定位图

## 行政
梅里库尔的邮政编码为62680，INSEE市镇编码为62570。

## 政治
梅里库尔所属的省级选区为阿维翁县。

## 人口

1962-2008年间梅里库尔人口变化图示

梅里库尔于2022年1月1日时的人口数量为11651人。